# 大瓦瑟河
46°11′42″N 8°08′21″E / 46.194979°N 8.139274°E

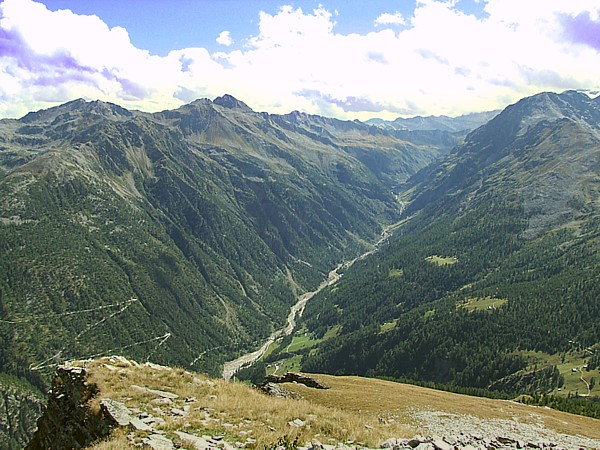

大瓦瑟河是瑞士的河流，位於該國西南部，流經瓦萊州，屬於迪韋里亞河的右支流，河道全長13.2公里，流域面積48.1平方公里，發源自茨維施貝根。